# Maîtrise (France)
Pour les articles homonymes, voir Maîtrise.
La maîtrise est un diplôme national de l’enseignement supérieur français, créé en 1966 et validant une année d'étude après la licence. Il s'agit d'un diplôme de niveau 6 au Répertoire national des certifications professionnelles qui vaut 60 ECTS.
À la suite de la réforme licence-master-doctorat entre 2002 et 2006, la maîtrise se fond dans le master ; elle peut encore être délivrée sur demande comme diplôme intermédiaire.

## Époque médiévale: maîtrise ès Arts
L'origine de l'appellation « maîtrise ès arts » provient de l'Université de Paris, où il fut instauré un grade intitulé maîtrise conféré au terme d'études au sein de la faculté des Arts. À la différence du baccalauréat et de la licence qui existaient dans les quatre ordres des facultés (arts, médecine, théologie et droit), la maîtrise n'existait qu'au sein de la faculté des Arts. La maîtrise ès arts était obtenue après la licence ès arts et, à la différence de la licence, conférée par le chancelier de Notre-Dame et qui donnait le droit d'enseigner, cela était un grade plutôt honorifique indiquant la reconnaissance du gradué parmi la communauté universitaire et ouvrant la voie aux études des facultés supérieures.

## Époque contemporaine: maîtrise
En 1966, la réforme « Fouchet » supprime les certificats d'études supérieures préparatoires ou certificats propédeutiques pour les remplacer par le diplôme universitaire d'études scientifiques et le diplôme universitaire d'études littéraires. De plus, la maîtrise complète la licence au second cycle des facultés de lettres et de sciences humaines. C'est un diplôme de niveau II à l'ancienne nomenclature de 1969 (niveau 6 au Répertoire national des certifications professionnelles).

### Dans les facultés des sciences
| Doctorat ès sciences                         | Doctorat ès sciences                         | Doctorat ès sciences                         | Doctorat ès sciences                         |
| Doctorat 3e cycle (1 an)                     | Doctorat 3e cycle (1 an)                     |                                              |                                              |
| DEA (1 an)                                   | DEA (1 an)                                   | DEA (1 an)                                   |                                              |
| maîtrise (2 ans) (4 certificats)             | maîtrise (2 ans) (4 certificats)             | maîtrise (2 ans) (4 certificats)             | maîtrise (2 ans) (4 certificats)             |
| licence d'enseignement (1)                   | licence d'enseignement (1)                   |                                              |                                              |
| diplôme universitaire d'études scientifiques | diplôme universitaire d'études scientifiques | diplôme universitaire d'études scientifiques | diplôme universitaire d'études scientifiques |
| (2 ans)                                      | (2 ans)                                      | (2 ans)                                      | (2 ans)                                      |
| Système Fouchet                              | Système Fouchet                              | Système Fouchet                              | Système Fouchet                              |
| -------------------------------------------- | -------------------------------------------- | -------------------------------------------- | -------------------------------------------- |

| doctorat ès sciences               | doctorat ès sciences               | doctorat ès sciences               |
|                                    | doctorat 3e cycle (2)              |                                    |
| DES (1)                            | (1 certificat+thèse)               |                                    |
| licence ès sciences (3 ans)        | licence ès sciences (3 ans)        | licence ès sciences (3 ans)        |
| (5 ou 6 certificats)               | (5 ou 6 certificats)               | (5 ou 6 certificats)               |
| certificat propédeutique (1-2 ans) | certificat propédeutique (1-2 ans) | certificat propédeutique (1-2 ans) |
| Ancien système                     | Ancien système                     | Ancien système                     |
| ---------------------------------- | ---------------------------------- | ---------------------------------- |

Dans les facultés des sciences, la réforme Fouchet modifie l'organisation des deux premiers cycles de l'enseignement supérieur universitaire. Un premier cycle de deux ans, sanctionné par un diplôme universitaire d'études scientifiques, est consacré à la formation fondamentale. Il se substitue à l'année de propédeutique qui était sanctionnée par un certificat d'études supérieures préparatoires. Le deuxième cycle est consacré à la formation approfondie et est soit un cycle court d'un an, sanctionné par une licence d'enseignement, soit un cycle long de deux ans, sanctionnée par une maîtrise. Les maîtrises étaient constituées de quatre certificats d'études supérieures, intitulés de manière abrégée pour chaque groupe C1, C2, C3 et C4, fixant ainsi l'ordre de préparation des certificats, le C4 étant au choix du candidat. Les candidats ne pouvaient postuler en une année que deux certificats d'études supérieures d'une même maîtrise. Les candidats titulaires d'une licence d'enseignement bénéficiaient de la dispense d'un certificat d'études supérieures.

#### Composition en certificats d'études supérieures des maîtrises (1967)
- Mathématiques : 
  - C1 : calcul différentiel
  - C2 : calcul intégral
  - C3 : algèbre et géométrie
- Informatique : 
  - C1 : mathématiques et algorithmique
  - C2 : informatique générale
  - C3 : logique et programmation des calculateurs, ou approximation et optimisation
- Mécanique :
  - C1 : mathématiques
  - C2 : physique et métrologie
  - C3 : mécanique des milieux déformables
- Mathématiques et applications fondamentales
  - C1 : calcul différentiel
  - C2 : calcul intégral
  - C3 : mécanique analytique et mécanique des milieux continu, ou analyse numérique ou algèbre et statistique ou physique fondamentale
- Électronique, électrotechnique et automatique
  - C1 : Ondes et matière
  - C2 : Signaux et systèmes
  - C3 : Électronique ou électrotechnique ou automatique
- Physique :
  - C1 : thermodynamique et propriétés de la matière
  - C2 : vibrations et phénomènes de propagation
  - C3 : physique atomique et nucléaire
- Chimie : 
  - C1 : chimie physique générale
  - C2 : chimie organique
  - C3 : chimie minérale
- Chimie physique
  - C1 : liaison chimique et spectroscopie
  - C2 : thermodynamique et cinétique chimique
  - C3 : chimie systémique
- Biochimie
  - C1 : biochimie structurale et métabolique
  - C2 : chimie physique générale, ou chimie organique ou génétique ou microbiologie ou physiologie des corrélations et régulations
  - C3 : biologique physicochimique et moléculaire
- Génétique
  - C1 : génétique
  - C2 : biochimie structurale et métabolique
  - C3 : un certificat d'études supérieures portant sur la physiologie, ou embryologie, ou microbiologie
- Physiologie
  - C1 : physiologie animale
  - C2 : biochimie structurale et métabolique
  - C3 : physiologie des régulations, ou physiologie végétale
- Biologie et physiologie animales
  - C1 : zoologie
  - C2 : physiologie animale
  - C3 : embryologie ou génétique ou psycho-physiologie ou biochimie structurale et métabolique
- Biologie et physiologie végétales
  - C1 : botanique et biologie végétale
  - C2 : physiologie végétale
  - C3 : microbiologie ou génétique ou biochimie structurale et métabolique
- Géologie
  - C1 : Pétrologie
  - C2 : Géologie historique
  - C3 : Géologie structurale ou géologie appliquée, ou géologie dynamique

### Dans les facultés des lettres et sciences humaines
Dans les facultés des lettres et sciences humaines, les enseignements de la maîtrise sont répartis en sections. La maîtrise comporte, selon les règles établies par chaque université, soit quatre certificats d'études supérieures, soit deux certificats (certificat d'études supérieures de licence et certificat d'études supérieures de maîtrise) et la soutenance d'un mémoire. On ne peut normalement postuler que pour deux certificats par an dans le premier cas, ou un seul dans le second. Les maîtrises des sections conduisant à des licences d'enseignement sont généralement délivrées à l'issue de deux années d'études postérieures à la licence aux candidats ayant obtenu leur(s) certificat(s) d'études supérieures de maîtrise et soutenu avec succès un travail d'études et de recherches. La maîtrise se substituait ainsi au diplôme d'études supérieures et s'obtenait le plus souvent, jusqu'à l'arrêté du 26 mai 1992 relatif au diplôme d'études universitaires générales, à la licence et à la maîtrise, en un minimum de cinq ans, après obtention du certificat d'études supérieures ou diplôme d'études supérieures. Elle ouvrait droit à la préparation du doctorat et au dépôt d'un sujet de thèse.

### Dans les facultés de médecine
Une maîtrise de biologie humaine est créée dans le cadre du cycle d'études et de recherche en biologie humaine.. La deuxième partie de ce cycle, ouverte au titulaire du certificat préparatoire aux études de biologie humaine, comportait des enseignements conduisant à des certificats d'études supérieures de biologie humaine. La maîtrise de biologie humaine était délivrée aux titulaires de trois certificats d'un même groupe possédant également le diplôme d'État ou d'université de docteur en médecine (remplacé à partir de 1971 par la possession de l'attestation de fin de 2e cycle). La maîtrise de biologie humaine est remplacée par la maîtrise de sciences biologiques et médicales (MSBM) par l'arrêté du 24 juin 1987.

## Maîtrises à régime spécial
Plusieurs maîtrises à parcours spécifique sont ensuite créées, comme : 
- la maîtrise de méthodes informatiques appliquées à la gestion (MIAGE) en 1970[4]. Cette maîtrise sanctionne un cycle d’études d’une durée de deux années avec entre 1400 et 1600 heures de cours dont 300 au minimum doivent être consacrées à l’enseignement des sciences sociales, des techniques d’expression ou de communication et d’une langue vivante. Pour pouvoir être admis à s’inscrire les candidats doivent justifier d’un diplôme universitaire de premier cycle sanctionnant deux ans d’études supérieures ;
- la maîtrise de sciences et techniques (MST) en 1971[5]. Cette maîtrise sanctionne des formations portant sur l’étude des connaissances scientifiques et des processus techniques dans les domaines de la production et de la distribution des biens et services. L’intitulé est assorti d’une spécialité. La durée des études est de deux ans avec entre 1500 et 1800 heures de cours et un maximum de dix semaines de stage. Les enseignements portent pour au moins un tiers sur les technologies, l’économie, les sciences sociales et les langues vivantes. Les enseignements sont assurés pour un tiers au moins par des professionnels. Pour être admis à s’inscrire, les candidats doivent justifier à la fois d’un diplôme universitaires de premier cycle et d’un certificat préparatoire délivré par l'établissement. Ce dernier sanctionne des enseignements complémentaires destinés à fournir les connaissances technologiques de base nécessaires aux études de la maîtrise. Les enseignements pour ce certificat durent deux ans en même temps que les enseignements de premier cycle et la durée des études est de 1500 à 1600 heures et trois mois de stage minimum par année d’étude ;
- la maîtrise de sciences de gestion (MSG) en 1971[6]. Cette maîtrise sanctionne une formation de deuxième cycle d’une durée de deux années portant sur l’étude des processus de décision et l’application des méthodes de gestion dans différentes organisations. Pour être admis à s’inscrire, les candidats doivent justifier à la fois d’un diplôme universitaire de deuxième cycle sanctionnant deux années d’études supérieures et d’un certificat préparatoires aux études de gestion. Ce certificat sanctionne des connaissances en économie, droit, mathématiques et statistiques, psychosociologie et anglais. L’enseignement pour la maîtrise comporte au minimum 1000 heures et deux mois de stage minimum. L’enseignement est dispensé suivant les méthodes pédagogiques actives qui entraînent les étudiants à poser les problèmes et à formuler les éléments de décision. L’organisation pédagogique fait largement appel à l’initiative des candidats ;
- les maîtrises délivrées dans le cadre des instituts universitaires professionnalisés en 1992[7].

## Réforme de 1976
L’arrêté du 16 janvier 1976, signé par Alice Saunier-Seité mais préparé par Jean-Pierre Soisson, réforme le deuxième cycle. Le nouveau texte donne aux universités l’initiative pour définir les enseignements, leurs intitulés et leurs contenus, tout en laissant au ministère le contrôle des habilitations relatives à la délivrance des diplômes nationaux. En outre il est commun à toutes les disciplines universitaires (hors santé) et met ainsi fin à la licence en droit en quatre ans, remplacée par la maîtrise en droit de même durée de préparation. Selon cet arrêté, le second cycle a pour objet de dispenser une formation scientifique de haut niveau préparant les étudiants à la vie active et à l’exercice de responsabilités professionnelles. La maîtrise jusqu'alors sanctionne soit une formation scientifique fondamentale, soit une formation scientifique et technologique ayant un objectif professionnel. Les études pour la maîtrise sont ouvertes aux titulaires d’une licence correspondante, elles durent une année et comportent de 350 à 550 heures, incluant les travaux personnels et des stages. Cet arrêté ne s’applique ni aux maîtrises d'informatique appliquées à la gestion, ni aux maîtrises de sciences et techniques et aux maîtrises de sciences de gestion. Dans la plupart des facultés des lettres et sciences humaines, le deuxième cycle reste un cycle de formation approfondie sanctionné soit par une licence, soit par une maîtrise ; sa durée est d’une année pour la licence et généralement de deux années pour la maîtrise. Les enseignements en vue de la licence demeurent également répartis en sections. Six sections continuent le plus souvent de conduire — du moins jusqu'à l'arrêté du 26 mai 1992 — à une licence dite « licence d'enseignement » : lettres classiques, lettres modernes, langues vivantes étrangères, histoire, géographie, philosophie.

## Réforme Jospin de 1993
Entre 1993 et 1997, la maîtrise est régie par l’arrêté du 26 mai 1992. Celui-ci s’applique dès la rentrée 1993 (réforme Jospin). Cette maîtrise est ouverte à tout porteur de la licence ou d'un diplôme équivalent. Elle est organisée en différents modules (de deux à six). Les universités doivent organiser deux sessions d’examen par an. Les maîtrises sont regroupées en dix secteurs dont les programmes sont fixés par arrêté : technologie; sciences; secteur artistique et culturel; théologie; sciences humaines et sociales; lettres et langues; droit et science politique; administration économique et sociale; économie et gestion; sciences et techniques des activités physiques et sportives

## Réforme de 1997
La réforme est actée par l'arrêté du 9 avril 1997. La maîtrise est ouverte à tout porteur de la licence ou diplôme équivalent. Elle est organisée en deux semestres. Les enseignements sont regroupés par unités d'enseignement (8 au maximum). L'initiation à la recherche peut prendre la forme d'un travail personnel d'études et de recherche. Les universités doivent organiser 2 sessions d'examens. Les maîtrises étaient regroupées en neuf secteurs dont les programmes sont fixés par arrêté : sciences et technologies; secteur artistique et culturel; secteur théologie; sciences humaines et sociales; lettres et langues; droit et sciences politiques; administration économique et sociale; économie et gestion; sciences et techniques des activités physiques et sportives.

## Réforme LMD de 2002: remplacement par le master
Depuis l'application de la réforme Licence-Master-Doctorat, mise en place entre 2003 à 2006, les étudiants titulaires d'une licence peuvent poursuivre leurs études pour obtenir le master, formation s'étalant sur deux ans. Les universités habilitées à délivrer le diplôme de master sont également habilitées à délivrer, au niveau intermédiaire, le « diplôme national de maîtrise, dans le domaine de formation concerné », lorsque l'étudiant a validé la première année,.
En 2006, la maîtrise est supprimée du Répertoire national des certifications professionnelles (RNCP).
Des circulaires publiées entre 2006 et 2015 confirment comme précisé dans l'arrêté de 2002 que le diplôme intermédiaire de maîtrise peut encore être délivré,. Ce diplôme du deuxième cycle se situait ainsi au niveau II dans la classification française des niveaux de formation et au niveau 6 de la classification internationale type de l'éducation.